# レギン (北欧神話)
レギン (Reginn, Regin) は、北欧神話に登場する人物。 
父はフレイズマル、兄はファフニールとオッテル、姉妹にリュングヘイズ、ロヴンヘイズがいる。
なお、『シズレクのサガ』では、人物の続柄が逆転している部分があり、レギンに相当するのがミーメ、ファフニールに相当するのがレギンとなっている。

## 概要
父フレイズマルはロキが殺害したオッテルの賠償金として、オーディンたちから黄金を得た。レギンは兄ファフニールと共に黄金の分配を求めたが、断られたため、兄と共謀して父を殺害する。ところが、黄金はファフニールに独り占めされてしまった。
レギンはその後、正体を隠してデンマークの王ヒャルプレクの下で鍛冶師として働き、フラグランド王シグムントの遺子シグルズの養育を任される。養父となったレギンは、シグルズに様々な知識を教える一方で、勇士として育て上げ、ファフニールを殺害させて黄金を奪おうと考えた。レギンは剣グラムをシグルズに与え、ファフニールを倒させた。その後、シグルズが先に父の仇討ちを果たしたいと言うとその旅にも同行したが、ファフニールとの戦いが始まる時には事が終えるまでその姿を隠していた。そしてレギンは自身にも責任があるとしたうえで兄を殺したことを非難し、ファフニールの心臓を炙って食べさせてくれとシグルズに頼んだ。
しかし、シグルズは心臓の焼き加減を確かめるために親指を押しつけた際、火傷してしまい、親指についたファフニールの心臓の血（脂）を舐めたことで鳥の言葉が分かるようになった。そのことから、シグルズは自分を殺して黄金を独占しようというレギンの悪巧みに気付き、眠っているレギンの首を刎ねて殺した。

## レギンのギャラリー

ラムスンド線刻画に描かれている、『ヴォルスンガ・サガ』の一節。③が斬首されたレギン。
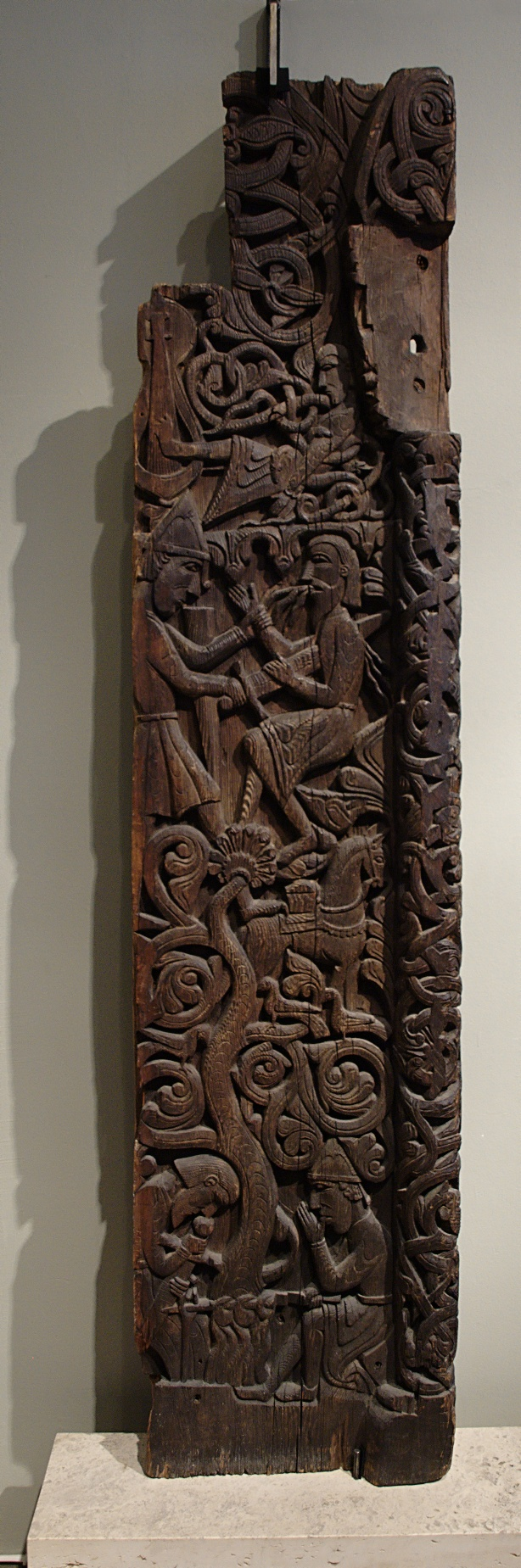
ヒュッレスタードスターヴ教会のポータルの、創建時の扉（左側）。木彫にレギン殺しの場面がある。
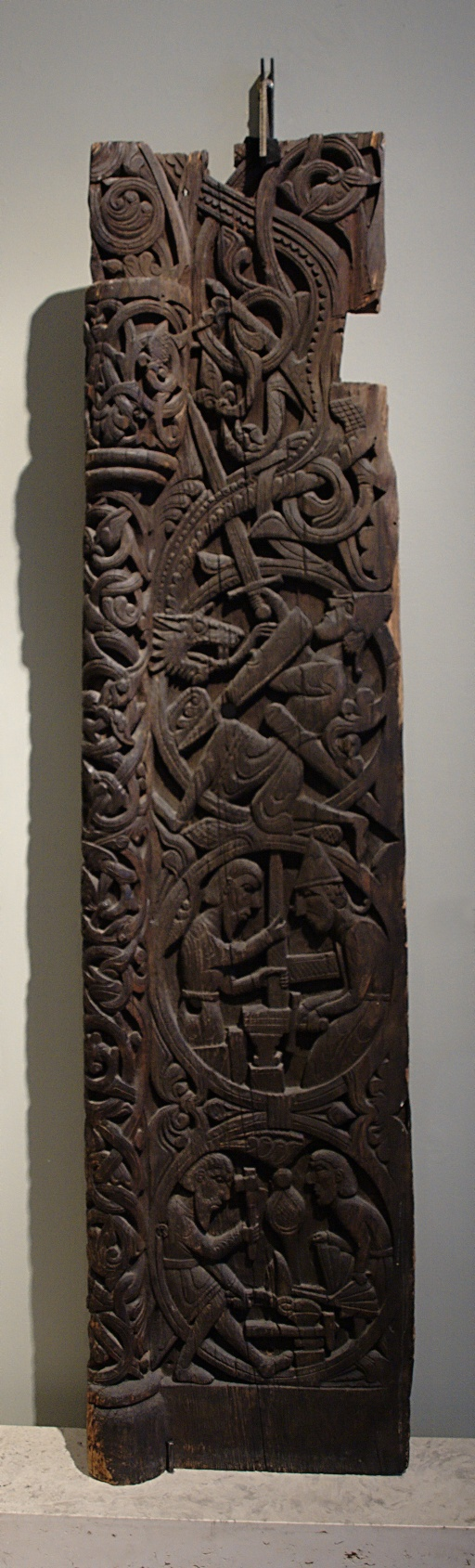
左に同じく、創建時の扉（右側）。木彫にレギンが剣グラムを鍛え直す場面がある。
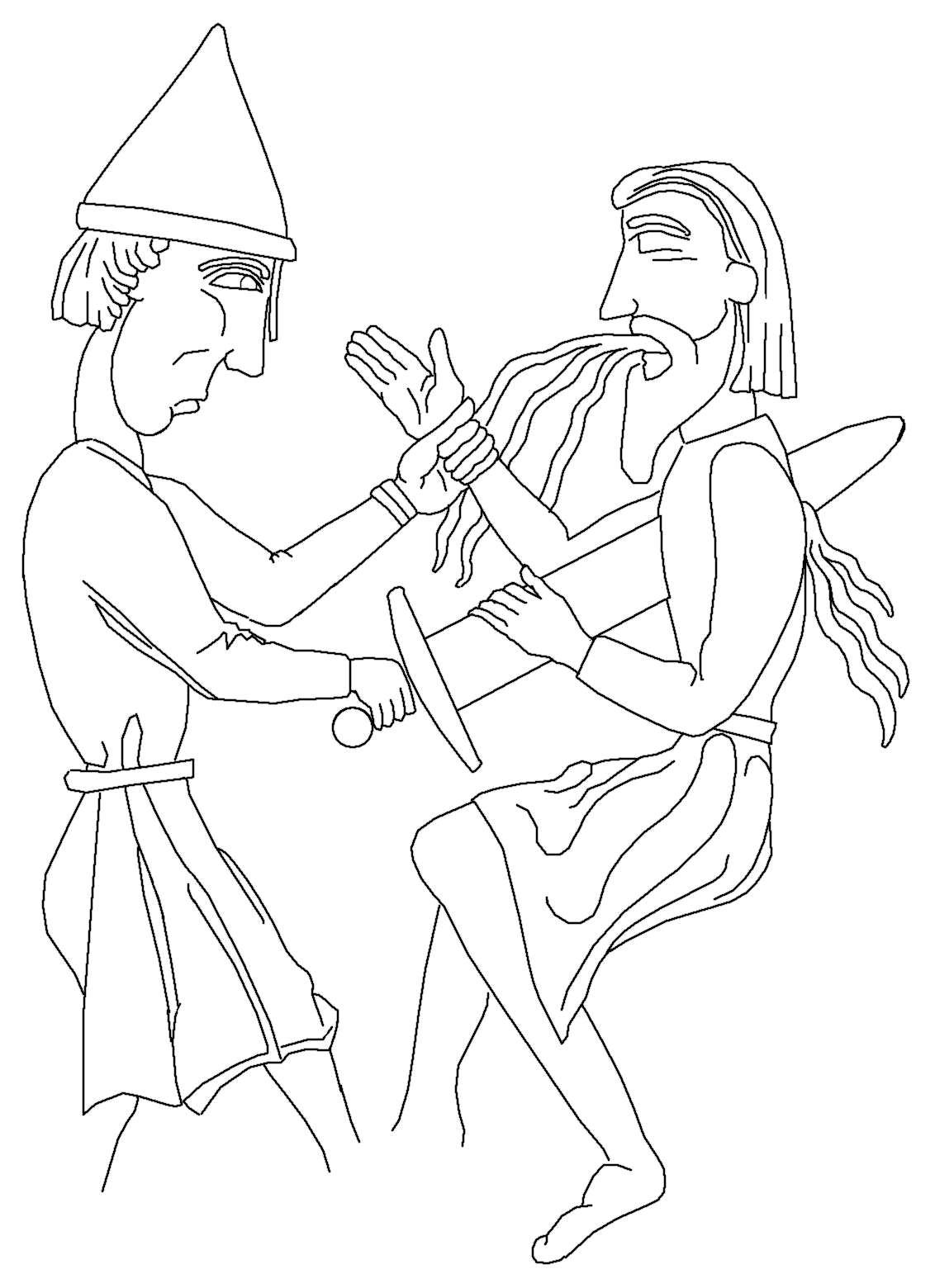
件の扉の木彫におけるレギン殺しの場面を描き写した線画。庇い手をシグルズに押さえ込まれたレギンの体は剣で半ばまで斬られて大量の血を流している。

## ミーメ
リヒャルト・ワーグナーの楽劇『ニーベルングの指環』（1874年完成）の第2日「ジークフリート」には、レギンに相当する侏儒のミーメが登場する。

### ミーメのギャラリー
このセクションに掲載した画像はいずれもイギリスの挿絵画家アーサー・ラッカムによる水彩の挿絵である。1911年刊行。

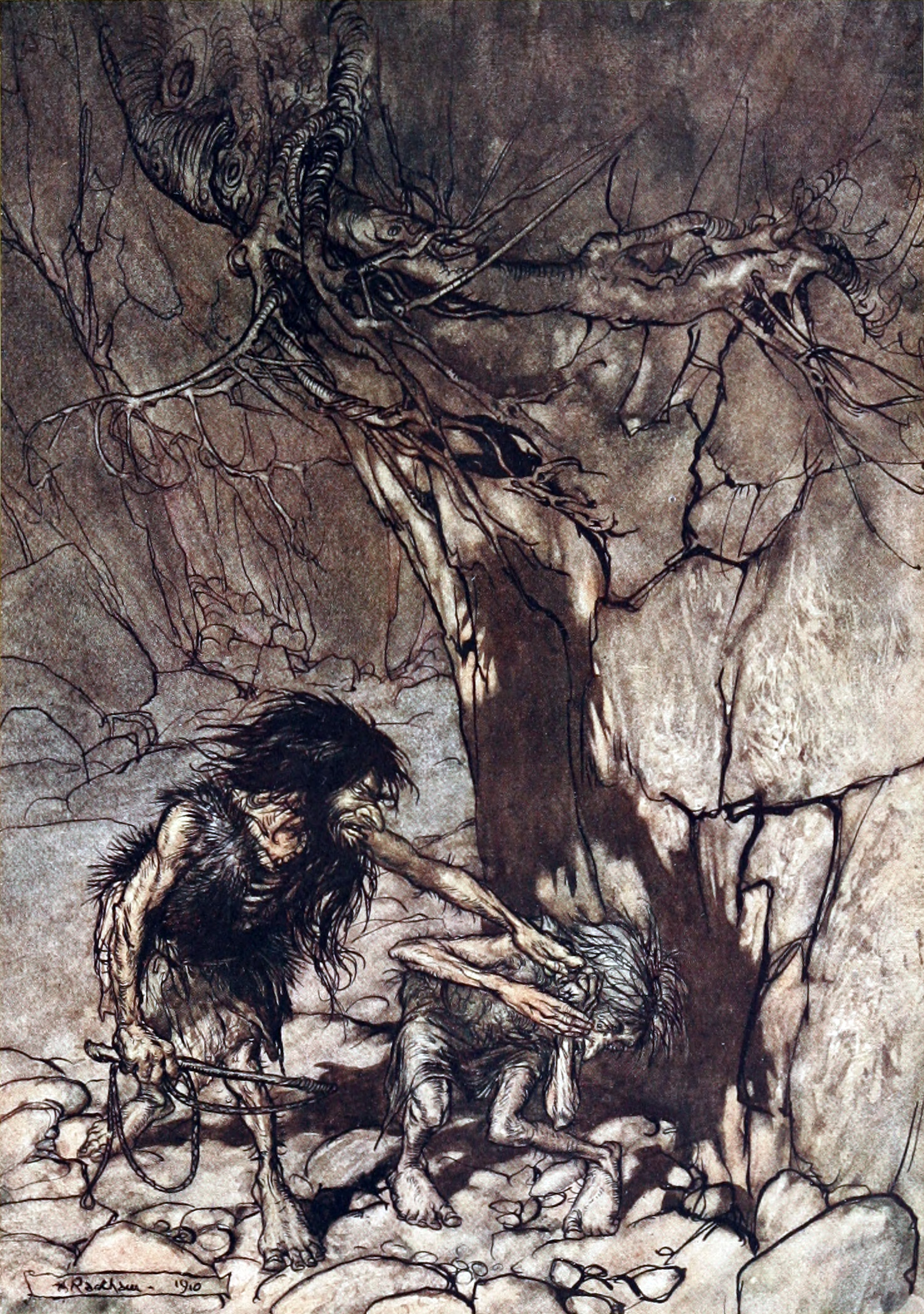
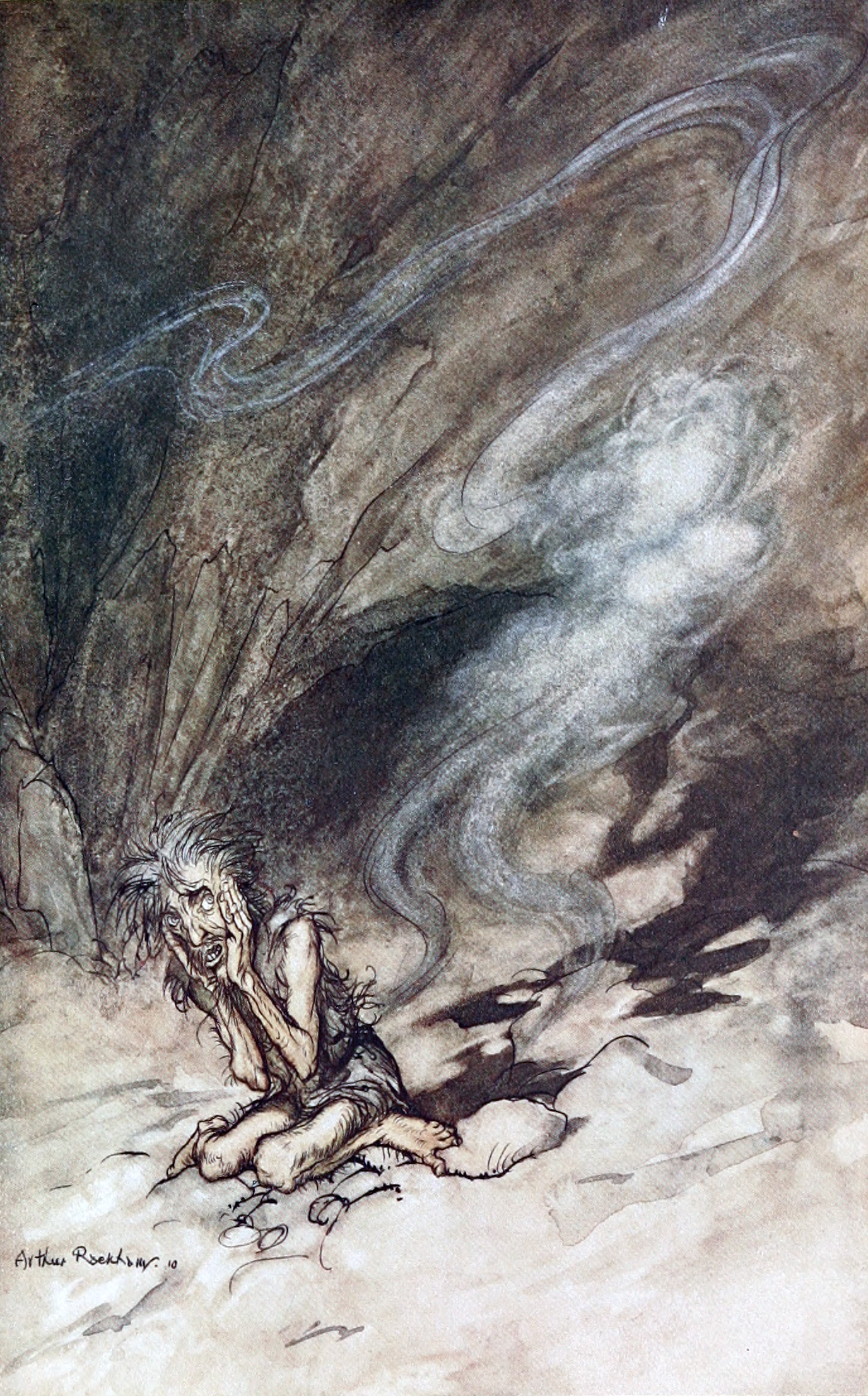
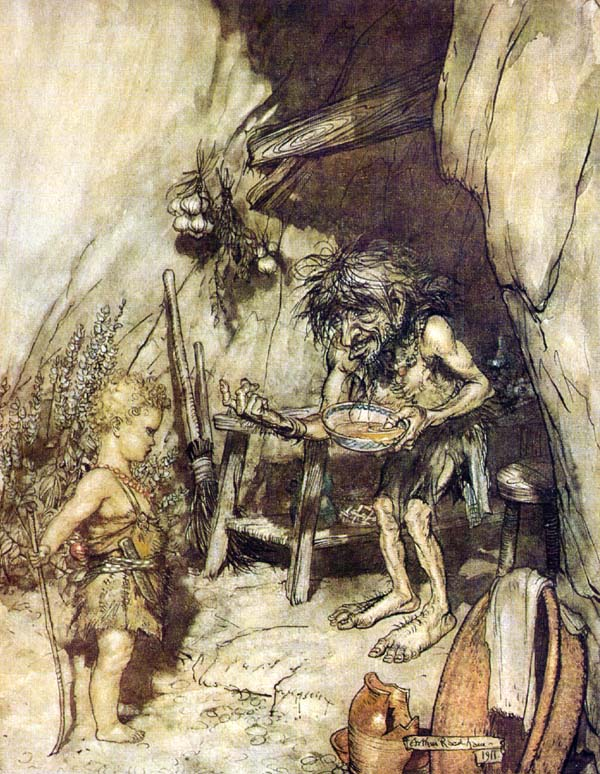
幼子シグルズを育てるミーメ
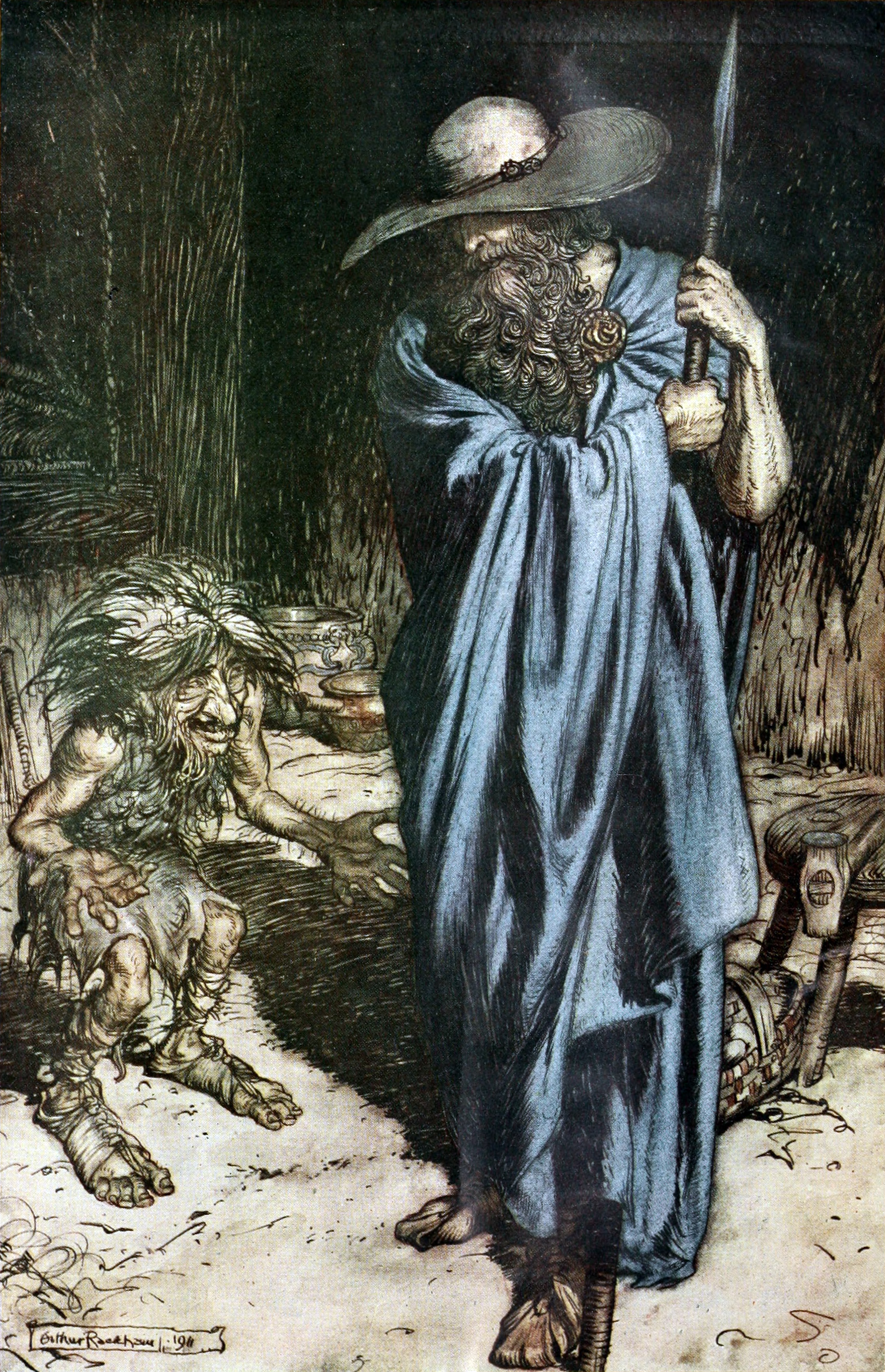
オーディンとミーメ
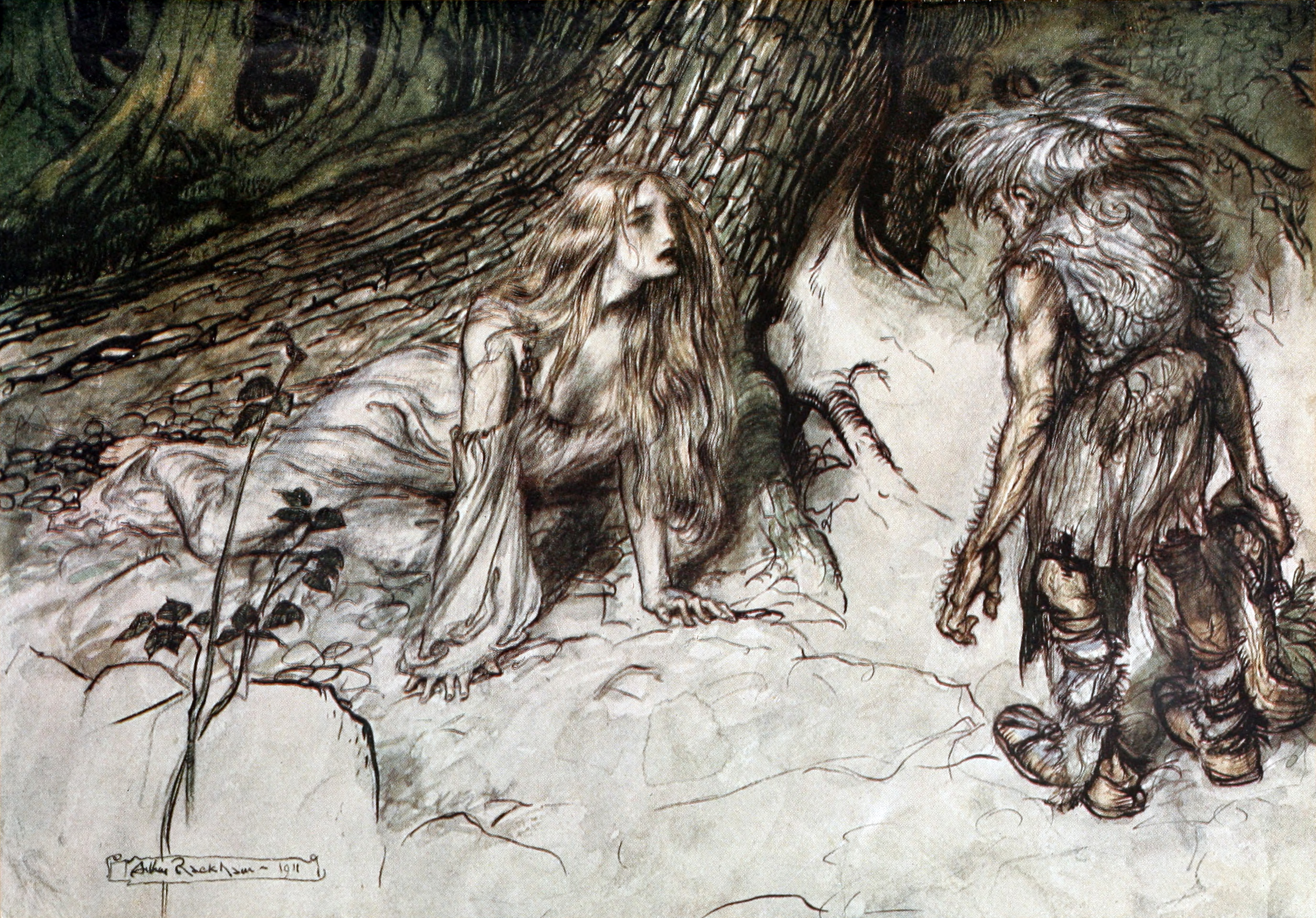
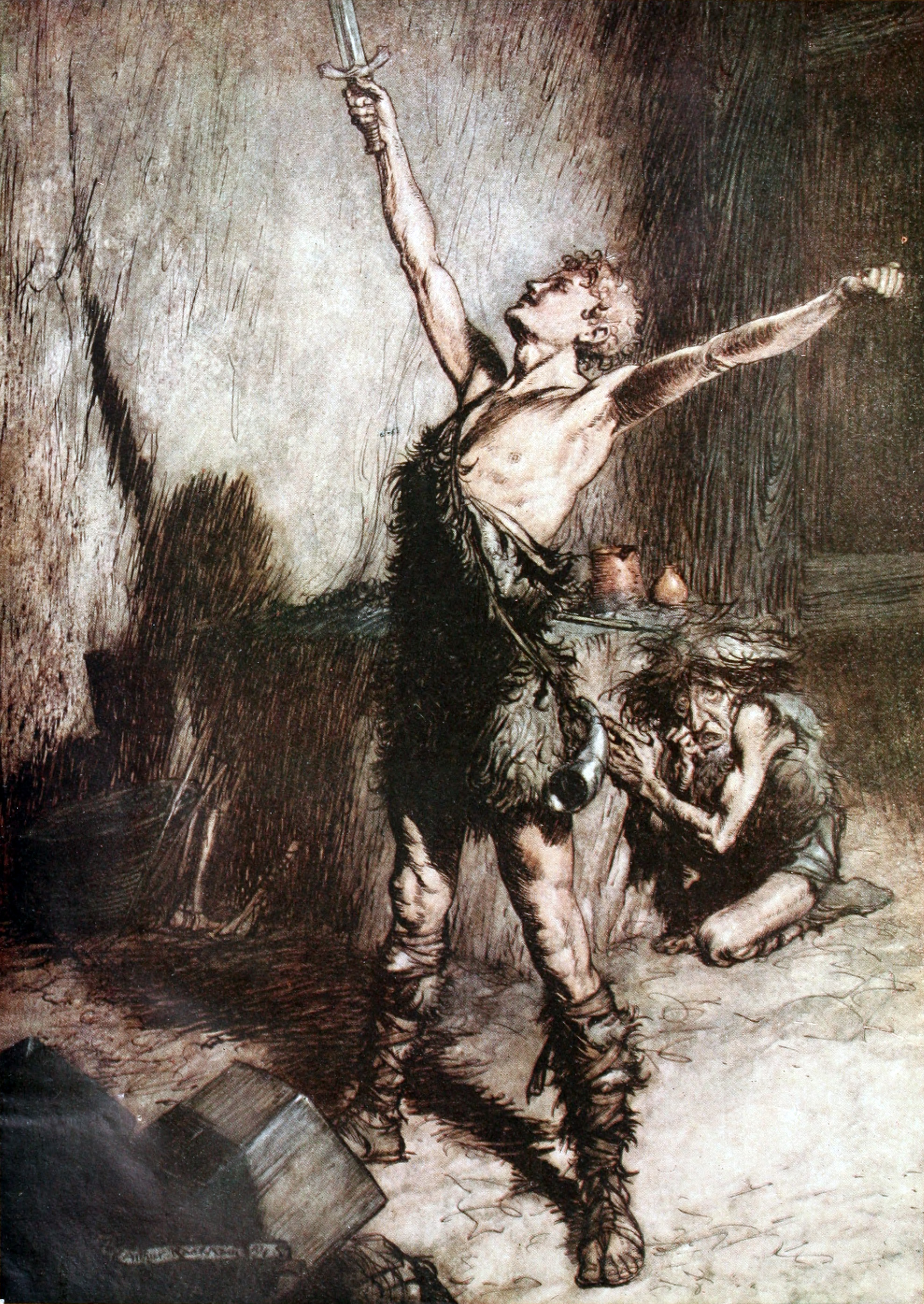
青年シグルズと養父ミーメ
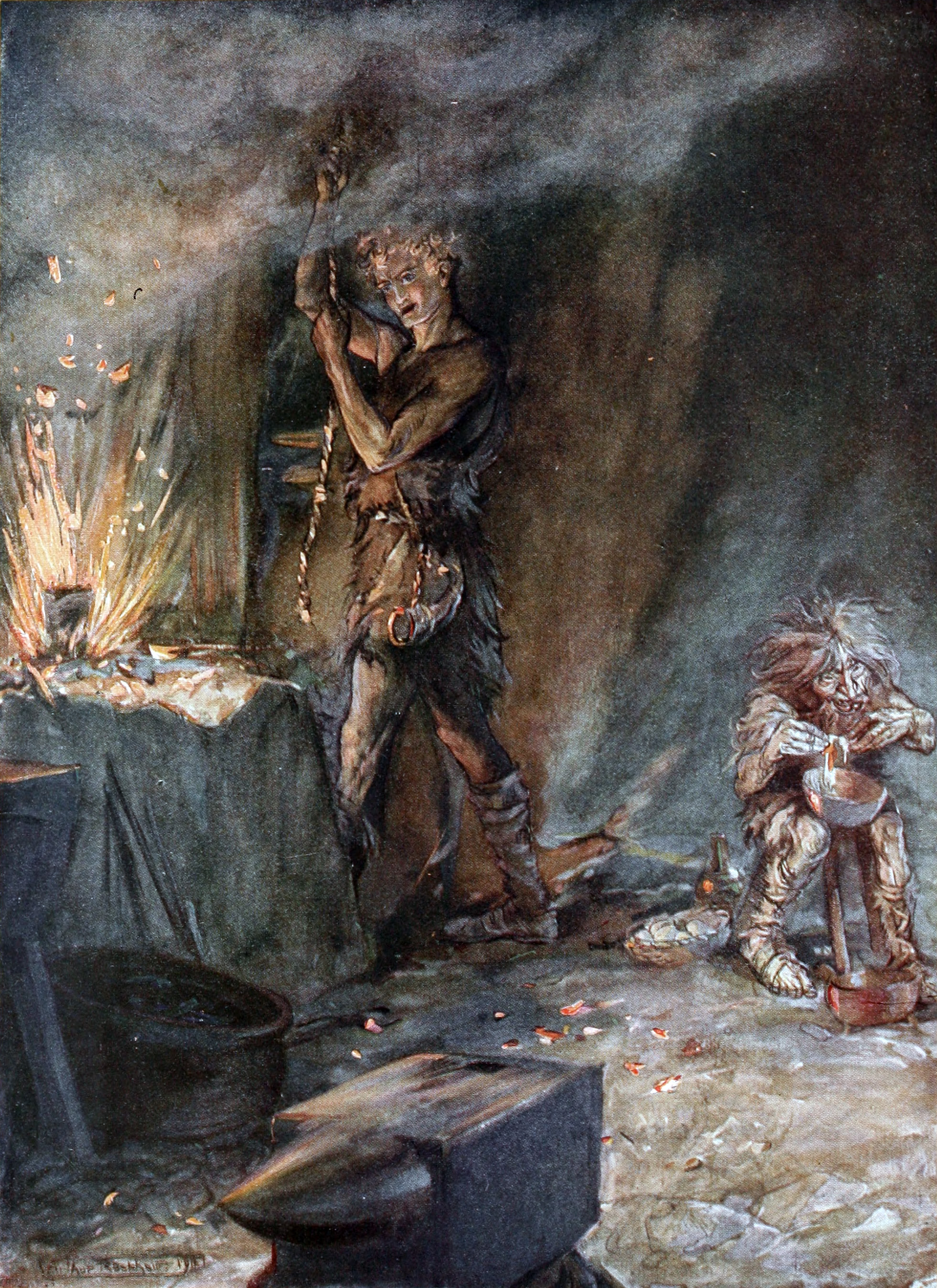
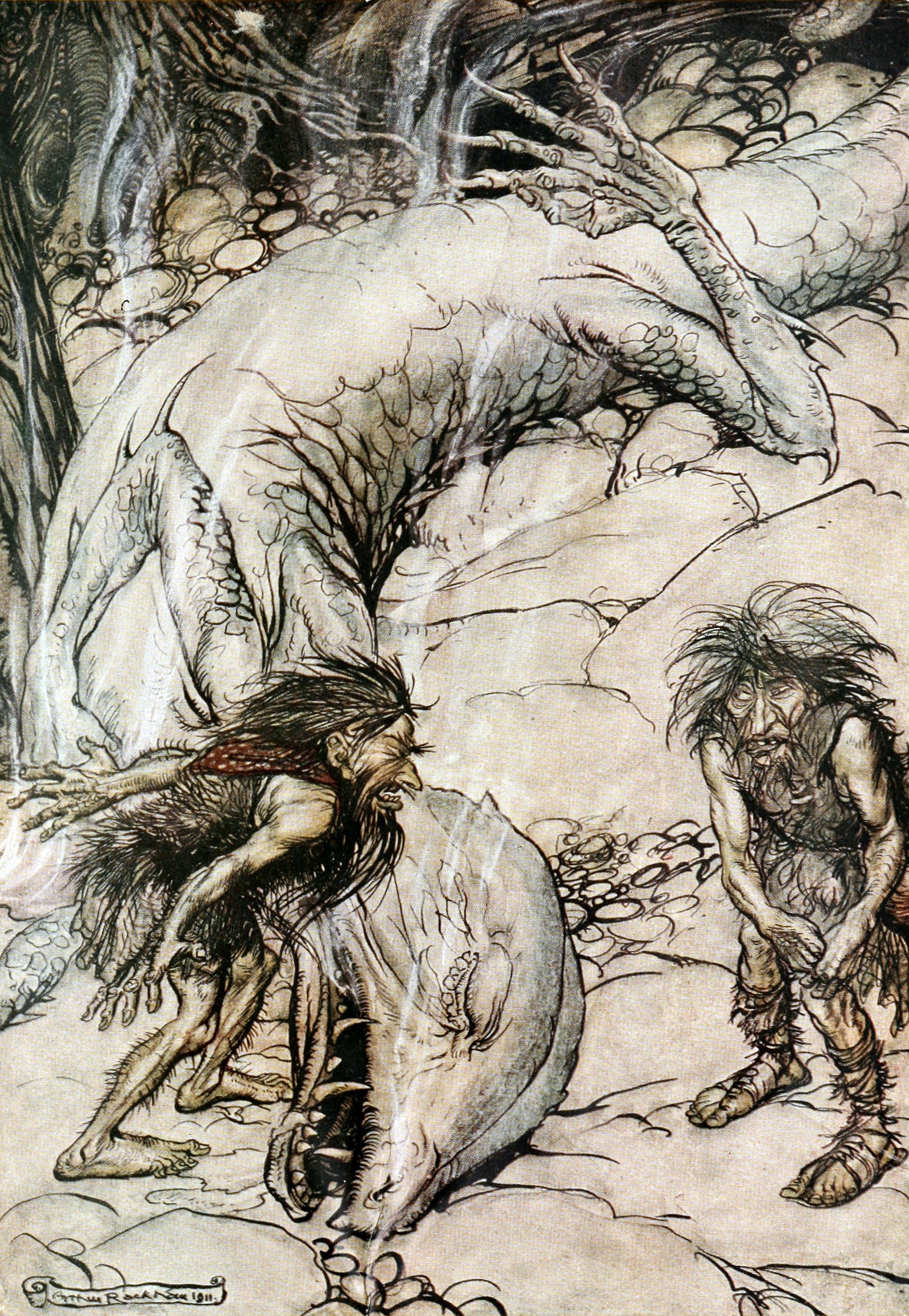